# 갈회피겐산
갈회피겐산(노르웨이어: Galdhøpiggen)은 스칸디나비아에서 가장 높은 산으로 높이는 2,469 m이다. 오플란주의 요툰헤이멘산맥의 봉우리이다.

## 같이 보기
- 스칸디나비아산맥